# After the Reign
| Recensione              | Giudizio      |
| ----------------------- | ------------- |
| AllMusic                | [ 2 ]         |
| Sputnikmusic            | 2.4 (Average) |
| Dizionario del Pop-Rock | [ 4 ]         |

After the Reign è un album discografico del gruppo musicale statunitense Blackfoof, pubblicato dall'etichetta discografica Wildcat! Records nel 1994.

## Tracce

### CD
1. Sittin' on Top of the World – 4:39 (Chester Arthur Burnett)
2. Nobody Rides for Free – 3:58 (Rick Medlocke, Mark Woerpel)
3. Tupelo Honey – 4:50 (Van Morrison)
4. Rainbow – 4:28 (Rick Medlocke, Benny Rappa)
5. It's All Over Now – 4:29 (Rick Medlocke, Benny Rappa, Mark Woerpel)
6. The Road's My Middle Name – 4:05 (Bonnie Raitt)
7. Hang Time – 4:22 (Rick Medlocke, Benny Rappa)
8. Tonight – 3:40 (Rick Medlocke, Benny Rappa)
9. After the Reign – 5:19 (Rick Medlocke, Benny Rappa, Mark Woerpel)
10. Bandelaro (Strumentale) – 3:27 (Rick Medlocke, Mark Woerpel)

## Formazione
- Rick Medlocke - voce solista, chitarra solista, chitarra ritmica, chitarra acustica, chitarra bottleneck, chitarra national steel, percussioni
- Mark Woerpel - chitarra solista, chitarra ritmica, chitarra acustica, chitarra-sintetizzatore, accompagnamento vocale-cori
- Tim Stunson - basso
- Benny Rappa - batteria, percussioni, accompagnamento vocale-cori

Ospiti
- Zakk Wylde - seconda chitarra solista (brano: After the Reign)
- Michael Galloway - armonica (brano: The Road's My Middle Name)
- Neal Casal - chitarra solista, chitarra ritmica (brano: Sittin' on Top of the World)
- Neal Casal - chitarra ritmica (brano: Rainbow)
- Neal Casal - accompagnamento vocale-cori
- Bo Davis - organo Hammond (brano: Tupelo Honey)
- Bob Robinson - pianoforte, accompagnamento vocale-cori (brani: Hang Time e All Over Now)
- Bob Robinson - organo Hammond
- Bob Robinson - sequence programming
- Donna Davis - accompagnamento vocale-cori

Note aggiuntive
- Rick Medlocke - produttore
- Al Nalli - produttore esecutivo
- Registrato e mixato al Sonic Recording Studios di Cape Coral, Florida (Stati Uniti)
- Bob Robinson e Scott Haines - ingegneri delle registrazioni
- Mixato da Rick Medlocke con l'assistenza di Rob Robinson e Scott Haines
- Bob Yo Yo Daniels - road manager
- Scott Haines - manager della produzione e ingegnere del suono
- Josh Black Bear Cutler - staging e guitar tech
- Zeke Mallory - grafica copertina album
- Quentin Lutes - fotografie[5]